# Melegena diversipes
Melegena diversipes là một loài bọ cánh cứng trong họ Cerambycidae.